# Peinture religieuse de Goya

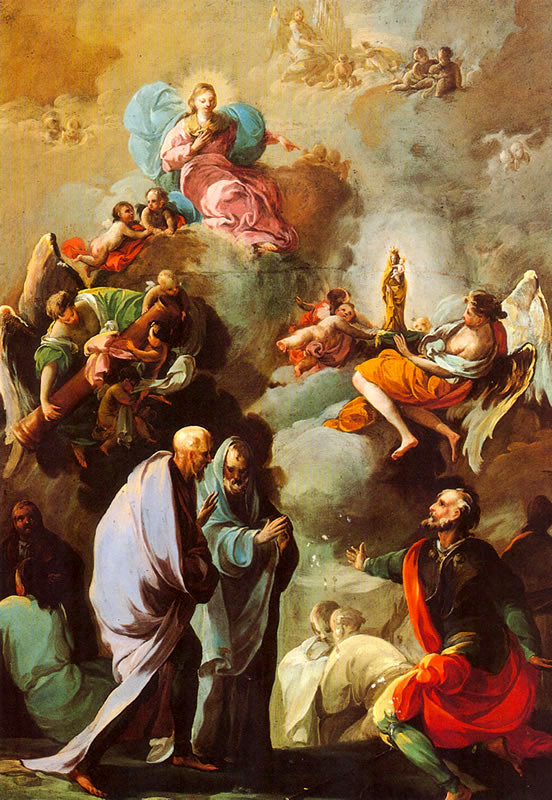
Apparition de la Vierge du Pilar à saint Jacques et à ses disciples de Saragosse, 1768-1769.

Les peintures religieuses de Goya sont l'ensemble des peintures et fresques réalisées par Francisco de Goya au début de sa carrière, à Saragosse puis lors de son voyage en Italie et enfin pour ses premières commandes à Madrid.

## Vue d'ensemble et analyse générale
La peinture religieuse de Goya est importante dans l'œuvre de celui-ci car elle constitue à la fois ses premiers pas et sa confirmation comme artiste. Avant d'intégrer la fabrique royale de tapisserie et de travailler avec Francisco Bayeu et Anton Raphael Mengs, il produit une grande quantité d'œuvres, principalement dans des édifices religieux, puis en réalise avec une certaine fréquence, avant que cela devienne très ponctuel à partir de 1790.
Les premières œuvres de Goya sont très conventionnelles et populaires avant de dépeindre une religiosité proche des principes des Lumières, plus intimiste et d'une émotivité très marquée.
Dans ses années les plus jeunes, à Saragosse, Goya peint de petits tableaux de dévotion, à vocation populaire et d'un style baroque tardif et rococo, ainsi que de grands ensembles muraux où l'on peut apprécier un certain talent de composition.
La décoration de la coupole Regina Martyrum, réalisée vers 1780 à la basilique du Pilar lui apporte la reconnaissance du milieu, avant de confirmer définitivement avec celle de l'église San Antonio de la Florida de Madrid, où tous les personnages se présentent formant une unité scénique expressive.
Goya embrasse le néoclassicisme mais y impose des touches très personnelles, notamment sur des toiles comme Christ crucifié (1780), qui lui vaut de devenir académicien à l'Académie royale des beaux-arts de San Fernando. Il abandonne cependant ce style assez rapidement, jugeant cette esthétique contraire à son tempérament et à sa conception de la peinture et de l'art.
Après la Guerre d'indépendance espagnole au début du XIXe siècle, il aborde à nouveau le thème religieux — quelque peu abandonné depuis les années 1790 — avec de tableaux de grand format tels que Saintes Juste et Rufine (1817) de la cathédrale de Séville ou la très chargée émotionnellement La Dernière Communion de saint José Calasanz (1818), chef-d'œuvre de la peinture religieuse des XIXe et XXe siècles.

## Décoration d'un reliquaire
À Fuendetodos, dans la province de Saragosse, où est né Goya, se trouve une église paroissiale, qui fut détruite en 1936 à cause de la guerre civile espagnole. Avant cela, Goya y décore un reliquaire, dont il ne reste rien, si ce n'est quelques documents photographiques. Il s'agit là d'une œuvre de jeunesse, selon Zapater.
- Dais soutenu par des anges, 300×300, 1762. Cette décoration murale sert de fond au reliquaire.
- Apparition de la vierge du Pilar à Saint Jacques de Compostelle et à ses disciples, 180×130, 1762. Elle est peinte à l'extérieur des volets du reliquaire ; il s'agit de la même scène que celle de la coupole de la basilique du Pilar de Saragosse, réalisée par Antonio González Velázquez en 1752-1753 en reprenant un style très proche de celui de José Luzán[3].
- La vierge du carmel, 180×65, 1762. Située à l'intérieur du volet gauche.
- Saint François de Paule 180×65, 1762. Située à l'intérieur du volet droit et portant l'inscription « CA/RI/TAS »[3].

## Concours à l'Académie
En 1766, la Real academia española ouvre un concours de peinture, dont le sujet est tiré de l'histoire du père Mariana : 

« Marthe, impératrice de Constantinople, vient à Burgos demander au roi don Alphonse X le Sage le tiers de la somme fixée par le sultan d'Égypte pour la rançon de l'empereur Baudoin, son époux ; et le souverain espagnol lui fait remettre la somme entière. »

À cette occasion, Goya peint L'Impératrice Marthe et Alphonse le sage, une peinture probablement de grandes dimensions car il a eu un délai de six mois pour le réaliser, entre janvier et juillet. On sait juste qu'il n'a pas obtenu une seule voix du jury.

Elle est accompagnée d'une autre œuvre, une étude improvisée, Dispute des généraux Juan de Urbina et Diego Garcia de Paredes à partir du sujet : 

« En Italie, Juan de Urbina et Diego Garcia de Paredes discutent en présence de l'armée espagnole pour savoir auquel d'entre eux doivent être remis les étendards du marquis de Pescara. »

Peinte en deux heures et demie le 22 juillet, la toile est de petites dimensions et ne rencontrera aucun succès non plus.

## Les «pères de l'Église»

### Les «pères de l'Église» de Calatayud
À Calatayud, en Aragon, Goya peint à l'huile un ensemble monumental sur les pendentifs de la coupole de l'église provinciale de Nuestra Señora del Pilar (désormais de San Juan).
Restaurées en 1987 par Carlos et Teresa Barboza, ces quatre peintures font l'objet d'une étude approfondie qui confirme la qualité exceptionnelle de ce qui est considéré comme l'œuvre la plus importante réalisée par le peintre avant son départ en Italie.
Goya a probablement été désigné par Ramón Bayeu pour la réaliser, étant alors apprenti chez son futur beau-père depuis 1763,. En effet, on sait grâce au livre des dépenses de la paroisse qu'en 1762 un peintre de Saragosse y est allé voir les pendentifs : Goya n'ayant que 16 ans, il s'agit certainement de Bayeu. Il ne s'en serait pas occupé lui-même car Anton Raphael Mengs l'embauche un an plus tard pour travailler sous sa direction à la décoration du Palais royal de Madrid, qui l'occuperait jusqu'en 1766. Le même livre signale qu'entre mars et avril 1766, d'importants travaux ont lieu pour préparer les pendentifs avants la réalisation des peintures (il s'agissait notamment de poser les planches et fixer la toile par-dessus).
En 1767, l'église est fermée au culte par ses propriétaires jésuites, lors de leur expulsion ; elle n'ouvre à nouveau qu'en 1771 et change de nom pour s'appeler San Juan.
Les pendentifs constituent le premier ensemble de « Pères de l'Église » réalisé par Goya, dont les dessins préalable sont sûrement l'œuvre de Bayeu, mais dont l'exécution montre déjà la « fougue extraordinaire » qui est propre à Goya.
Les quatre pendentifs sont :
- Saint Ambroise, 740×560, 1766-1767[N 2];
- Saint Augustin, 740×560, 1766-1767[N 3];
- Saint Grégoire, 740×560, 1766-1767[N 4];
- Saint Jérôme, 740×560, 1766-1767[N 5].

### Les «pères de l'Église» de Remolinos
Comme à Calatayud, Goya se charge des pendentifs de la coupole de l'église paroissiale de Remolinos, près de Saragosse.
Selon Gudiol,, ces quatre peintures seraient des préparations pour celles de Muel ; mais selon Milicua,, qui prétend que l'église de Remolinos n'est édifiée qu'en 1782 voire plus tard, elles auraient été peintes 10 ans plus tard que celles de Muel.
Le nom de chacun des personnages est inscrit sur les nuages qui le soutiennent.
Les quatre pendentifs sont :
- Saint Ambroise, 175×95, 1772[N 6];
- Saint Augustin, 175×95, 1772 ;
- Saint Grégoire, 175×95, 1772 ;
- Saint Jérôme, 175×95, 1772.

### Les «pères de l'Église» de Muel
Peints à l'huile comme leurs précédents, ces pendentifs ornent la coupole du sanctuaire de la Virgen de la Fuente (édifié vers 1770), à Muel, près de Saragosse.
Les quatre pendentifs sont :
- Saint Ambroise, 250×200, 1772[N 6];
- Saint Augustin, 250×200, 1772 ;
- Saint Grégoire, 250×200, 1772 ;
- Saint Jérôme, 250×200, 1772.

Gudiol cite par ailleurs une autre série de pères de l'Église à l'église paroissiale de Luesma, près de Saragosse. Détruite en 1936, elle était l'œuvre d'un peintre quelconque, qui aurait copié Goya ou une source commune inconnue.

### Les «pères de l'Église» tardifs
La destination primitive et la datation de ces « pères de l'Église » sont inconnus. Gudiol les situe vers 1781-1785, mais Gassier les situe lors du second séjour de Goya en Andalousie (vers 1796-1799), proposition la plus acceptée.
- Saint Ambroise, 190×113, 1796-1799, Madrid, col. Maria Luisa Bayo
- Saint Augustin, 190×115, 1796-1799, Cleveland Museum of Art ;
- Saint Grégoire, 190×115, 1796-1799, Madrid, Musée national du romantisme (es) ;
- Saint Jérôme, 183×113, 1796-1799, Pasadena, Norton Simon Museum.

## Les peintures du palais de Sobradiel

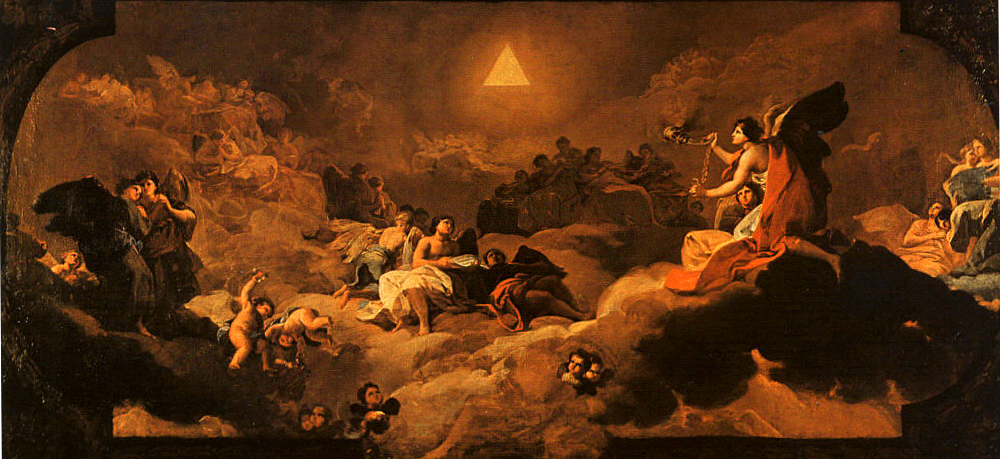
L'Adoration du nom de Dieu (1772).

Vers 1771, Goya réalise plusieurs peintures à l'huile sur les murs de la chapelle du palais de Sobradiel à Saragosse.
Les peintures sont :
- Descente de croix, 130×95, 1771. Décorait le plafond de la chapelle. Selon Sambricio (1954), cette peinture s'inspire d'une gravure de Dorigny, tandis que selon Milicua[7], la composition dériverait d'une gravure de Daret d'après S. Vouet ;
- La visitation, 130×80,5, 1771. Se trouvait sur la paroi gauche. La composition dérive d'une estampe reproduisant une peinture de Maratta ;
- Le Songe de Joseph, (1770-1772), huile sur enduit, transposé sur toile, 130 × 95 cm, Musée de Saragosse[10]. Il se trouvait sur la paroi droite. La composition dérive de Vouet, d'après une estampe de Dorigny. Elle est en très mauvais état ;
- Saint Vincent Ferrier, 37×30, 1771. Avec les trois œuvres suivantes, elle occupait les côtés d'une niche. On a souvent fait le lien entre ces peintures et les fresques de Corrège qui ornent les pendentifs du Dôme de Parme ;
- Saint Joachim, 37×29, 1771. Voir Saint Vincent Ferrier. En mauvais état ;
- Sainte Anne, 37×30, 1771. Voir Saint Vincent Ferrier ;
- Saint Gaëtan, 37×30, 1771. Voir Saint Vincent Ferrier ;
- L'adoration du nom de dieu par les Anges, 75×152, 1772. Esquisse de la suivante :
- L'adoration du nom de dieu par les Anges, 700×1500, 1772. Décore le plafond du petit chœur (« coreto »). Le Conseil de Fabrique du Pilar en a fait la commande[N 8] à Goya le 21 octobre 1771 et reçoit un essai de fresque (perdu[N 9]) le 11 novembre ; le 27 janvier 1772, le Conseil reçoit l'esquisse définitive et voit la fresque terminée le 1er juin.

## Les «scènes de la vie de la Vierge et du Christ» à la Chartreuse de l'Aula Dei

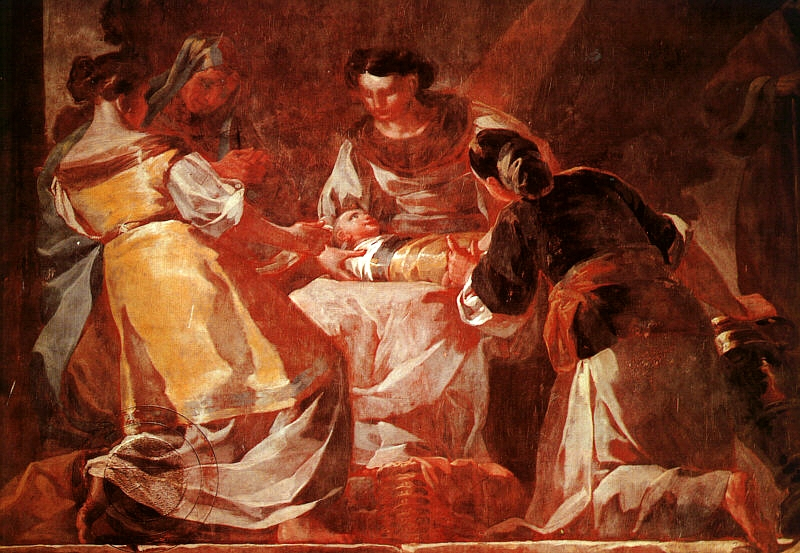
Détail de la Naissance de la Vierge, de la série de peintures de la chartreuse d'Aula Dei (1774).

Goya peint en 1774 un cycle de onze peintures à l'huile sur les murs de la chartreuse d'Aula Dei, près de Saragosse, où son beau-frère Manuel Bayeu est moine, à la suite de la commande des moines Félix Salcedo et José Lalana. Elles sont peintes à l'huile et relatent la vie de la Vierge Marie depuis ses aïeux (Saint Joachim et Sainte Anne) jusqu'à la présentation de Jésus au Temple. Toutes n'ont pas survécu : sept ont été conservées et quatre ont été remplacées au début du XXe siècle par des toiles des frères Paul et Amédée Buffet en 1903. Elles sont parmi les œuvres les plus originales de la jeunesse de Goya.
- L'annonciation à Saint Joachim, 305×845, 1774. Entoure l'entrée principale : les figures des anges étant au centre (et en mauvais état), et Sainte Anne étant à droite, restaurée ;
- La naissance de la Vierge, 305×790, 1774. À droite en entrant par la porte principale ;
- Les fiançailles de la vierge, 305×790, 1774. Après La naissance de la Vierge, en allant vers l'autel ;
- La visitation, 305×790, 1774. Dernière peinture à droite. Selon Gudiol, La visitation est d'une qualité supérieure aux autres et annonce les premiers cartons de tapisserie de par certains détails[6] ;
- La circoncision, 305×1025, 1774. Recouvre les trois parois de la croisée du transept. À gauche, les anges présentent un bouclier portant l'anagramme du Christ ; à droite, des dévots pour lesquels Gudiol note une influence importante des peintures pompéiennes probablement vues par l'artiste lors de son séjour en Italie[6] ;
- La présentation au temple, 305×520, 1774 ;
- L'adoration des mages, 305×1026, 1774. En opposition à La circoncision, celle-ci recouvre de la même manière les trois parois de la croisée du transept. À gauche figurent les serviteurs des Mages.

## Scènes bibliques
C'est grâce à des reproductions de piètre qualité dans le catalogue de la collection des ducs d'Aveyro (Madrid, non daté), leurs propriétaires, que l'on a connaissance de ces œuvres,:
- Moïse et le serpent d'airain
- Le Sacrifice d'Isaac
- Moïse faisant jaillir l'eau du rocher
- Le sacrifice de la fille de Jephté. Selon le catalogue, cette scène représente le sacrifice d'Iphigénie, bien qu'il n'y a aucun rapport avec les trois autres tableaux de la collection, tous à sujets bibliques.

## Les fresques du Pilar de Saragosse
Le 23 mai 1780, Goya reçoit la commande de la décoration d'une petite coupole et de ses pendentifs, dans la nef nord de la basilique de Nuestra Señora del Pilar de Saragosse.
Le 5 octobre suivant, Goya présente les esquisses pour la coupole, qui sera achevée le 11 février 1781. Le 10 mars de la même année, ses esquisses pour les pendentifs sont refusés ; d'autres sont présentées le 17 avril et sont acceptées : les fresques des pendentifs sont terminés en juin.
Le 4 du moi suivant, Goya rentre à Madrid.
- Regina Martyrum (1780-1781, située dans la coupole de la nef nord). Les esquisses La Vierge en gloire avec des Saints Martyrs (1780, 85×165, musée du Pilar) et Martyrs en gloire (1780, 85×105, musée du Pilar) auraient été, si l'on en croit une lettre de Goya, peinte à Madrid, avant même que l'artiste n'arrive à Saragosse. Dans cette deuxième esquisse, on peut voir écrit, sur la bannière que tient le soldat martyr à droite : « REGINA MARTYRUM ».
- La Foi (1781, un des 4 pendentifs avec des figures allégoriques des vertus morales accompagnant la coupole). Avec une facture trop libre et sabrée de coups de pinceau en zigzag, Bayeu considérait que cette manière de peindre étaient trop différente de l'académisme, se voulait trop révolutionnaire et « manquait de goût »)
- La Patience (idem)
- La Force (idem)
- La Charité (idem)

## Peintures pour le Collège de Calatrava à Salamanque
Le Consejo de las Órdenes (es) commande en 1783 quatre sujets en grandeur nature. Gaspar Melchor de Jovellanos, qui avait déjà intercédé en la faveur du peintre aragonais pour cette commande, accompagne le paiement (400 doublons) d'une lettre d'éloges au 11 octobre 1784.
Malheureusement, ces peintures sont détruites lors de l'invasion française de 1810-1812.
- L'immaculée conception
- Saint Benoît
- Saint Bernard
- Saint Raymond

## Les retables pour Santa Ana à Valladolid
Le 12 avril 1787, Goya reçoit une commande du roi Charles III pour réaliser trois retables destinés aux autels de l'église du couvent de Santa Ana, où ils sont toujours conservés.
Alors que l'inauguration était prévue pour le 26 juillet, jour de Sainte Anne, Goya commente dans l'une de ses lettres qu'il n'avait toujours pas achevé les retables en juin. Il mentionne par ailleurs qu'il les a réalisés selon un style néoclassique afin de répondre au goût de la Cour et de correspondre au mieux au style architectural de l'église Santa Ana (œuvre de Sabatini) ; la consécration de l'église et des retables a lieu le 1er octobre.
- La Mort de Saint Joseph (220×160, 1787) : semble avoir quelque influence de Crespi[Lequel ?] et de Maratta.
- Sainte Lutgarde (idem) : représente la vision qu'a eu Sainte Anne avant sa mort.
- Saint Bernard et Saint Robert (idem)

## Peintures pour la chapelle Borgia à la Cathédrale de Valence
Les peintures pour la chapelle Borgia à la Cathédrale de Valence sont deux huiles sur toile de grand format commandées par les ducs d'Osuna en l'honneur de leur saint aïeul, Saint François de Borgia. Elles ont été réalisées fin 1788.
- Saint François de Borgia faisant ses adieux à sa famille (350×300, 1788). Peinture assez proche du style de Giovanni David, entre le néoclassicisme et le préromanticisme. Il existe une esquisse au musée du Prado.
- Saint François de Borgia assistant un moribond impénitent (350×300, 1788). Retable célèbre pour la présence de monstres apparaissant pour la première fois dans l'œuvre de Goya. Sánchez Cantón estime qu'il y a dans cette œuvre quelque inspiration de Houasse[16], tandis que Nordström y voit celle de David[17]. Il existe un dessin préparatoire au musée du Prado[18].

## Les scènes évangéliques de l'Oratoire de la Santa Cueva à Cadix
Quand Goya arrive à l'Oratoire de la Sainte Grotte de Cadix en 1792, celui-ci est en construction. Il est possible qu'il ait d'ores et déjà été chargé de peindre les trois lunettes, mais la maladie dont il souffrait remit à plus tard leur exécution.
L'Oratoire de la Sainte Grotte de Cadix comporte dans la haute chapelle trois toiles de Francisco de Goya : La Santa Cena (la cène), La multiplicación de los panes y los peces (la multiplication des pains) et La parábola de la boda del hijo del rey (La parabole du mariage du fils du roi), restaurés par le musée du Prado en 2000.
L'édifice est consacré le 31 mars 1796 et la présence de Goya à Cadix en 1797 est attestée par des documents d'archives ; la datation de ses peintures peut donc être fixée avant mai 1976 — à Madrid — ou au printemps 1797 — à Séville ou Cadix.

## Les fresques de San Antonio de la Florida

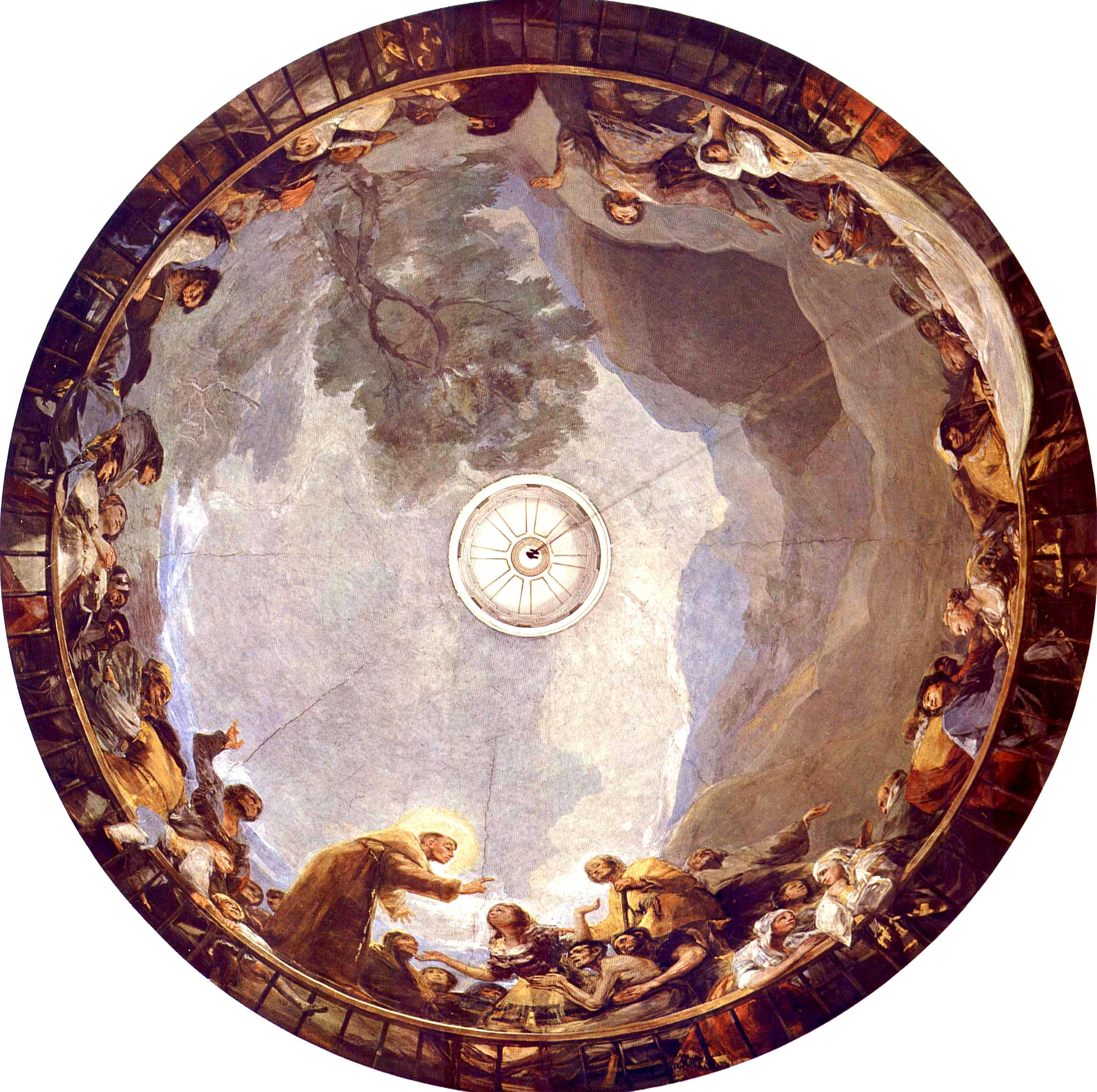
Vue zénithale du dôme (de 6 mètres de diamètre.

En tant que peintre de la Chambre du roi, Goya reçoit — grâce à Jovellanos — en 1798 la commande de réaliser la décoration de l'ermite de San Antonio de la Florida, dans un faubourg de Madrid proche du Manzanares, qu'il terminera en 6 mois, entre le 1er août et décembre de la même année,.
Les fresques sont situées dans une quadratura. L'Adoration de la Trinité est située dans la voûte de l'abside ; des chérubins et des anges féminins sont situés sur tout le parement du temple. Mais c'est le dôme qui capte toute l'attention, avec un miracle de Saint Antoine de Padoue, accompagné de différentes figures, comme le mort et les parents du saint, couvrant le dôme de 6 mètres de diamètre. Un paysage est placé près de l'oculus, créant la sensation de voir un ciel ouvert. À la base du dôme, le peuple de Madrid — majos et majas, chisperos, gentilshommes masqués, etc. discutent ou regardent attentivement, apportant un grand réalisme à la scène, aussi bien pour la perspective produite que pour la vivacité des personnages. Par ailleurs, la scène religieuse devient ainsi populaire afin que les gens fréquentant l'ermite puissent s'identifier à ces personnages.
Asensio Julià, l'assistant de Goya — notamment connu comme étant potentiellement celui qui a peint Le Colosse —, a participé à la réalisation de la coupole.
Goya innove dans son style, avec un coup de pinceau lâche et énergique, une peinture à la détrempe, ajoutant des tâches de lumière et de couleur ainsi que de forts contrastes dans une composition spatiale héritée de Giambattista Tiepolo, préfigurant l'impressionnisme, faisant de ce dôme le chef-d'œuvre de la peinture murale, la « chapelle Sixtine de Madrid ».

## Les retables de Monte Torrero
Vers 1800, Goya réalise trois tableaux d'autel à l'église San Fernando de Monte Torrero (es), un quartier de Saragosse. Mais ils sont détruits en 1808. Heureusement Jovellanos fait leur description dans son journal — Journal de Jovellanos (1801) — et permet leur datation ainsi que leur style : « force du clair-obscur, beauté inimitable du coloris, et une certaine magie des lumières et des teintes qu'aucun autre pinceau ne semble pouvoir atteindre. ».
- Saint Isabelle de Portugal soignant une malade : se trouvait in cornu Evangeli, à gauche de l'autel ;
- Apparition de Saint Isidore à Saint Ferdinand : plus grand que les deux autres, était au-dessus du maître-autel ;
- Saint Herménégilde en prison : se trouvait dans le chœur, in cornu Epistolae, à droite de l'autel.

## Peintures religieuses hors série et allégories

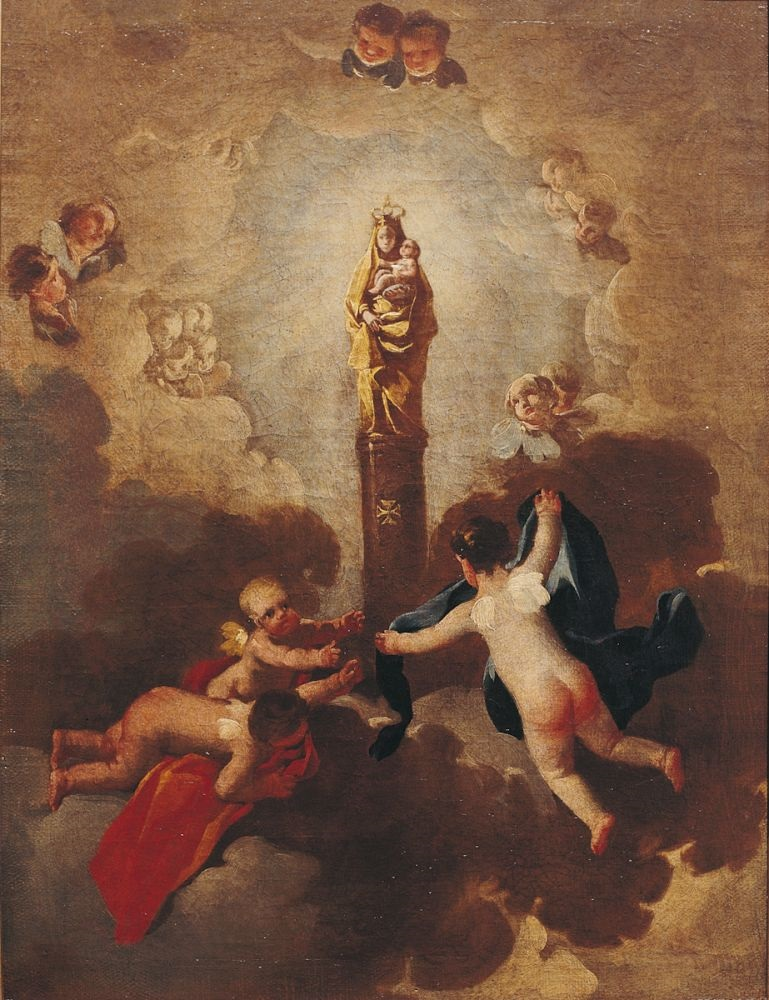
Vierge du Pilar (1775-1780).

- Apparition de la Vierge du Pilar à saint Jacques et à ses disciples de Saragosse (79,5×55, 1768-69 ; Saragosse, col. Pascual de Quinto) : avec l'œuvre suivante, publiée par Gudiol comme peinte après le second séjour à Madrid et sous l'influence de Bayeu.
- La Sainte Famille avec Saint Joaquim et Sainte Anne devant l'Éternelle Gloire (79,5×55,5, 1768-69, Madrid, col. Marqués de La Palma) : idem
- Marie pleurant sur le corps du Christ (33×25, 1768-71 ; Barcelone, col. privée)
- Lamentation sur le corps du Christ (35,5×23,5, 1770 ; Tokyo, col. privée)
- Le repos pendant la fuite en Égypte (33×21, 1770 ; Tokyo, col. privée)
- Hannibal vainqueur contemple pour la première fois l'Italie depuis les Alpes (87×131,5, 1770-71) : Toile peinte par Goya pour le concours organisé par l'Académie de Parme en 1770. On sait que l'artiste l'envoya de Rome le 20 avril 1771, et qu'après avoir obtenu une mention spéciale, le tableau lui fut rexpédié en Espagne en juin, mais fut d'abord envoyé à Valence par erreur, puis à Saragosse.
- La Visitation (60×47, 1770-1775 ; col. García, Madrid)
- Manuel de Vargas Machuca (77×62, 1771 ; Sao Paulo, col. P. M. Bardi) : La signature - "Francisco J. de Goya / 1771" - apposée sur le devant de fenêtre, en bas à gauche, porte la particule nobiliaire que l'artiste n'emploiera que bien plus tard ; ce qui a été interprété comme une ostentation voulue en pays étranger, cad en Italie (Lozoya, "Archivo Español de Arte", 1956) : fait en Italie
- Le Festin d'Esther et d'Assuérus (39×52, 1771 ; Suisse, col. privée) : fait en Italie
- Le Pardon d'Aman (39×52, 1771 ; Suisse, col. privée) : pendant de la précédente : fait en Italie
- Le Sacrifice à Vesta (33×24, 1771 ; Barcelone, col. privée) : fait en Italie
- Le Sacrifice à Pan (33×24, 1771 ; Barcelone, col. privée) : pendant de la précédente : fait en Italie / réplique (40x30) : les compositions de ce genre ont été exécutées et répétées par l'artiste, sans doute pour joindre les deux bouts durant son séjour en Italie
- Vénus et Adonis (23×12, 1771 ; Zurich, col. privée)
- Sainte Barbe (95×78, 1775 ; col. F. Torelló, Barcelone)
- Saint Luc (76×62, 1775-1780 ; Madrid, col. R. Boguerín) : Identifié par erreur par Mayer "Saint Thomas"
- Apparition de la Vierge du Pilar à St Jacques de Compostelle et à ses disciples (120×98, 1775-1780 ; Barcelone, col. J. Muñoz)
- Mort de Saint François-Xavier (78×52, 1775-1780 ; Saragosse, Museo de bellas artes) : exposé au musée comme « Découverte du corps de Saint Jacques »
- La vierge du pilar (78×52, 1775-1777 ; Saragosse, Museo de bellas artes)
- Innocent X (55×45, 1780 ; col. Conde de Villagonzalo) : copie de l'Innocent X de Diego Vélasquez.
- La Sainte famille (203×148, 1780 ; musée du Prado, Madrid)
- Saint Bernardin de Sienne prêchant devant Alphonse d'Aragon (203×148, 1781 ; basilique de Saint-François-le-Grand, Madrid)
- Apparition de la Vierge du Pilar (1780-1785 ; col. García Rodríguez, Valladolid)
- Saint Blaise (av. 1788 ; était à l'église paroissiale de Urrea de Gaén (Teruel, Espagne)
- Le Baptême du Christ (45×39, 1780-1785 ; col. Conde de Orgaz, Madrid)
- Saint Joachim et Sainte Anne (1780-1785 ; disparu, étant dans la cathédrale de Valence, Espagne)
- Vision de Saint Antoine de Padroue (idem)
- L'Annonciation (42×26, 1785 ; col. privée)
- L'Annonciation (280×177, 1785 ; col. privée La Famille du duc d'Osuna, Séville) : commandé par le duc de Medinaceli pour la chapelle du couvent des capucins de San Antonio del Prado, Madrid.
- Le Sacrifice d'Iphigénie (72×97, 1780-1790 ; col. Várez-Fisa, Saint-Sébastien)